# Wacky Wheels
Wacky Wheels est un jeu vidéo de karting publié par Apogee Software en 1994 et fonctionnant sous MS-DOS.

## Système de jeu
Le jeu ressemble beaucoup à Super Mario Kart sur Super Nintendo, mais les karts sont décrits comme des tondeuses à gazon et les huit personnages jouables sont des animaux d'un zoo.